# Regina auf den Stufen
Regina auf den Stufen ist eine Fernsehserie des ZDF, die auf einer gleichnamigen Romanvorlage von Utta Danella beruht. Die Hauptrolle der Regina spielte Katja Riemann, für die diese Rolle den Durchbruch darstellte.
Die Co-Produktion des ZDF mit dem ORF wurde 1989–1990 unter der Regie von Bernd Fischerauer gedreht. Das Drehbuch für die Serie verfasste Barbara Piazza. Die Musik stammt von Michael Rüggeberg. Die deutsche Erstausstrahlung fand vom Januar bis zum März 1992 im ZDF statt und es gab weitere Ausstrahlungen im ORF und auf 3sat. 2007 wurde die Miniserie auch als 3-teiliges DVD-Set veröffentlicht.

## Inhalt
Die 22-jährige Regina kommt 1955 illegal aus Dresden in den Westen. In München nimmt sie sich ein Zimmer zur Untermiete und hofft auf eine Festanstellung. Auch Martin Scholz, ein ehemaliger Hotelfachmann, muss sich nach 12 Jahren Kriegsgefangenschaft als Spätheimkehrer im Deutschland der Wirtschaftswunderzeit neu orientieren. Seine Frau Gabriele hielt ihn für tot und lebt inzwischen mit einem anderen Mann zusammen. In der Silvesternacht 1955/56 lernen sich Regina und Martin in einem Lokal kennen. Sie verabreden, die nächste Silvesternacht ebenfalls gemeinsam zu verbringen, sollten sie in einem Jahr noch beide in München sein. Einige Wochen treffen sie sich und verbringen einige Abende miteinander. Bald darauf finden beide eine feste Arbeit: Martin als Mechaniker in einer Tankstelle und Regina als Ladenhilfe bei dem Fotografen Jakob Brunnhuber. Dort wird sie von Janoš Janaday, einem begnadeten Fotografen, Ungarn und ehemaligen Lehrling Brunnhubers entdeckt. Von Martin will sie nichts mehr wissen, nachdem sie ihn eines Abends mit der Inhaberin der Tankstelle in intimer Umarmung beobachtet hat. Regina wird Fotomodel und macht rasch Karriere. Janoš’ Assistentin und Buchhalterin Stups wird Reginas enge Freundin.
Martins Frau Gabriele verschafft Martin eine Anstellung in einem Grandhotel. Die Ehe wird geschieden. Bei einer Modenschau in diesem Grandhotel treffen sich Regina, die inzwischen mit Janoš zusammen ist, und Martin kurz wieder.
Janoš ist Regina nicht treu und sie findet es heraus. Die Beziehung zwischen beiden dauert fort, Regina ist jedoch misstrauisch. Sie beschließt, sich eine berufliche Grundlage zu schaffen und beginnt ein Studium an der bayerischen Fotoakademie.
Janoš’ ungarische Ehefrau und sein Sohn, die er seit Jahren nicht gesehen hat, fliehen im Zusammenhang mit den Unruhen in Ungarn nach Deutschland und finden sich in Janoš’ Wohnatelier ein. Regina trennt sich daraufhin von Janoš, der zwischen seinen Gefühlen für Regina und den Pflichten seiner Familie gegenüber zerrieben wird.
Regina leidet ebenfalls, bleibt aber konsequent und lehnt Janoš’ wiederholte Annäherungen gleichbleibend ab.
Janoš siedelt auf Stups’ Betreiben hin nach Amerika über und versucht in Hollywood sein Glück beim Film. Seine Kontaktversuche zu Regina über Stups werden von dieser rigoros unterbunden.
In der Silvesternacht 1956/57 erinnert sich Regina an die Verabredung mit Martin und trifft ihn tatsächlich in jenem kleinen Lokal an. Die beiden nähern sich einander an. Martin hat inzwischen das Hotel eines Onkels am Ammersee als Geschäftsführer übernommen und arbeitet hart, um Erfolg zu haben und aufzusteigen. Er macht Regina innerhalb kurzer Zeit einen Antrag und sie sagt nach kurzem Zögern zu. Jakob Brunnhuber, bei dem sie inzwischen wieder als Aushilfe arbeitet, um ihr Studium zu finanzieren, ist ihr treuer Freund und eine zuverlässige Stütze. Er freut sich über ihre Heirat und hofft, dass sie Janos auf die Weise schnell überwindet. Aber er merkt auch als einer der ersten, dass die Ehe nicht gut läuft. Martin trifft relevante finanzielle Entscheidungen allein, interessiert sich kaum für Reginas Leben, erwartet aber ihre Unterstützung im Hotel. Als sie wieder beginnt zu modeln, um Geld für den Hotelumbau dazuzuverdienen, kommt es zu einer ernsthaften Auseinandersetzung. Martin sieht die Modeltätigkeit als ehrlos an. Reginas Freunde in der Unterhaltungsbranche verachtet er. Die Vorteile, die dem Hotel durch deren Publicity entstehen, nimmt er zur Kenntnis, gibt Reginas Anteil daran jedoch nicht zu. Die beiden entfremden sich.
Als Regina schwanger wird, lehnt Martin ein Kind als zeitlich ungünstig für die Hotelentwicklung ab. Regina, die sich auf das Baby gefreut hatte, ist entsetzt und fassungslos.
Am Sterbelager und bei der Beerdigung Jakob Brunnhubers treffen Regina und Janoš wieder aufeinander. Janoš hat inzwischen an den Filmsets von Hollywood Erfahrungen als Kameramann gesammelt. Seine Familie hat sich in Amerika mit der Unterstützung dort lebender ungarischer Verwandter fest eingenistet. Er ist frei und will jetzt selbst einen Film drehen. Als er erfährt, dass Regina verheiratet und schwanger ist, zieht er sich verzweifelt zurück.
Regina schlägt das beträchtliche Erbe Jakob Brunnhubers aus, als ihr klar wird, dass es ihrem Mann nur noch um das Hotel, Geld und Macht geht. So erhält Janoš das gesamte Erbe und kann seinen Traum, einen eigenen Film zu drehen, verwirklichen.
Eine ärztliche Untersuchung Reginas kurz vor ihrer Examensprüfung ergibt, dass die Schwangerschaft nicht fortgeführt werden kann, da der Fötus sich außerhalb der Gebärmutter in der Bauchhöhle eingenistet hat. Sie durchsteht ohne Martin, der sich von seinen Hotelgeschäften nicht loslösen will, ihre Prüfungen und unmittelbar danach die Operation. Martin besucht sie im Krankenhaus und erfährt, dass Regina keine Kinder mehr bekommen kann. In diesem Zusammenhang erfährt der Zuschauer, dass Regina im Krieg als Kind auf der Flucht vergewaltigt worden ist. Als Folge der dabei erlittenen inneren Verletzungen musste der Uterus bei der Operation komplett entfernt werden.
Regina begibt sich nach dem Krankenhaus auf eine Nordseeinsel, um sich zu erholen und über ihr Leben nachzudenken. Sie beschließt, sich von Martin zu trennen. Er versucht sie umzustimmen, aber erfolglos.
Janoš, der inzwischen in München seinen Film dreht, findet bei Stups eine Postkarte von Regina, aus der er von der Trennung erfährt. Er lässt alles stehen und liegen und fährt zu Regina.
Diese hat inzwischen eine Stellenzusage eines renommierten Hamburger Nachrichtenmagazins als Fotoredakteurin erhalten und sich entschlossen, in Hamburg zu leben.
Am Ende der Serie sagt sie zu Janoš, dass sie mit ihm zusammenleben werde, während er in Hamburg, aber nicht, während er in München sei. Er scheint erleichtert und froh zu sein, dass die beiden offenbar eine gemeinsame Zukunft haben werden.

## Episodenliste
DVD 1
- 1. Korken und Kamelie
- 2. Winterliebe und Flausen
- 3. Schritt ins Ungewisse
- 4. Die Mondfrau

DVD 2
- 1. Unverhofft kommt oft
- 2. Alles wechselt – nichts vergeht
- 3. Lebensweichen
- 4. Es geht vorwärts

DVD 3
- 1. Ebbe und Flut
- 2. Heb deine Schwingen und flieg